# Ciclismo nos Jogos Olímpicos de Verão de 1900 - 25 km masculino
A prova de 25 quilômetros do ciclismo nos Jogos Olímpicos de Verão de 1900 ocorreu em 15 de setembro. Sete ciclistas de dois países disputaram a prova.

## Medalhistas
| Ouro   | FRA Louis Bastien    |
| Prata  | FRA Louis Hildebrand |
| Bronze | FRA Auguste Daumain  |

## Resultados
| Pos. | Ciclista              | Tempo        |
| ---- | --------------------- | ------------ |
|      | FRA Louis Bastien     | 25:36.2      |
|      | FRA Louis Hildebrand  | 28:09.4      |
|      | FRA Auguste Daumain   | 29:36.2      |
| 4    | FRA Maxime Bertrand   | Desconhecido |
| 5-6  | FRA Léon Gingembre    | Desconhecido |
| 5-6  | FRA Louis Trousselier | Desconhecido |
| —    | USA John Henry Lake   | DNF          |